# Zabaniska
Zabaniska – potok, dopływ Grajcarka. Jego zlewnia znajduje się na północnych stokach Małych Pienin w mieście Szczawnica, w województwie małopolskim, w powiecie nowotarskim.
Potok wypływa w dolince między szczytami Witkula i Załazie. Spływa w północnym kierunki przez osiedle Zabaniszcze i na wysokości 466 m uchodzi do Grajcarka jako jego prawy dopływ. Ma dwa dopływy; jeden lewobrzeżny i jeden prawobrzeżny.
Nazwa potoku i jego dolinki świadczy o tym, że dawniej prowadzono tu jakieś prace górnicze (kopalnię nazywano dawniej banią).